# William Petty
William Petty (n. 2 mai 1737, Dublin -  d. 7 mai 1805, Londra) este un politician britanic. A fost prim ministru al Marii Britanii între  1782 și 1783.
1. 1 2 3 4 5  Kindred Britain
2. 1 2  The Peerage
3. ↑   https://research.britishmuseum.org/research/search_the_collection_database/term_details.aspx?bioId=196835, accesat în 19 noiembrie 2019 Lipsește sau este vid: |title= (ajutor)